# 克里斯蒂安·巴塞米尔
克里斯蒂安·巴塞米尔（德語：Christian Bassemir，1956年3月13日—）是一名德国男子曲棍球运动员。他曾代表西德国家队参加1984年夏季奥林匹克运动会曲棍球比赛，获得一枚银牌。
巴塞米尔出生于巴特彼得斯塔尔-格里斯巴赫。
巴塞米尔是门将，1982年随海德堡曲棍球俱乐部获德国冠军。
1976年巴塞米尔首次进入德国国家曲棍球队。他的第一次大的战绩是在1980年获得室内欧洲冠军。在1981年/1982年赛季世界冠军赛中德国队进入决赛，最后以1:3输给巴基斯坦队。1983年德国队在欧洲冠军赛中获铜牌，1984年在室内欧洲冠军赛中获金牌，然后赴洛杉矶参加1984年夏季奥林匹克运动会。巴塞米尔是球队的主守门员。在决赛中德国队再次与巴基斯坦队对垒。正规赛时以1:1结束，在延长赛中巴基斯坦队以2:1获胜，德国队获银牌。
巴塞米尔是医学博士，专业是骨骼学。从2004年开始他是德国体育协助基金会的专家顾问之一。

## 文献
- 德国国家奥林匹克委员会：《Die Olympiamannschaft der Bundesrepublik Deutschland. Los Angeles 1984》，法兰克福，1984年